# Adolf Philipp
Adolf Philipp, también conocido como Adolph Philipp (Hamburgo, 29 de enero de 1864-Nueva York, 30 de julio de 1936), fue un compositor, escritor, letrista, director e intérprete teatral estadounidense. Usó los seudónimos Jean Briquet y Paul Hervé, además de su propio nombre.

## Biografía
Adolf Philipp nació en Hamburgo, Confederación Germánica. Su primera obra, El pobre noble, se presentó durante mil noches en Viena, Austria-Hungría, y se representó en las principales ciudades de todo el Imperio alemán. Emigró a los Estados Unidos en 1889 y se convirtió en ciudadano estadounidense el 2 de junio de 1898. Desarrolló un interés por retratar la vida germano-estadounidense. Después de fundar el Deutsch-Amerikanisches Theatre en Berlín, que disfrutó de un éxito limitado entre 1904 y 1907, cultivó un público más receptivo en la ciudad de Nueva York para su serie de comedias musicales y obras de teatro entre 1907 y 1934, y en 1912 inauguró el Teatro Adolf. Teatro Philipp en Manhattan en East Fifty-Seventh Street.
El socio comercial frecuente de Adolf Philipp era su hermano, Paul Philipp, productor de Broadway y padre de Robert Philipp, el destacado pintor impresionista estadounidense, que en sus primeros años actuó en los escenarios de Europa en las producciones de Adolf.

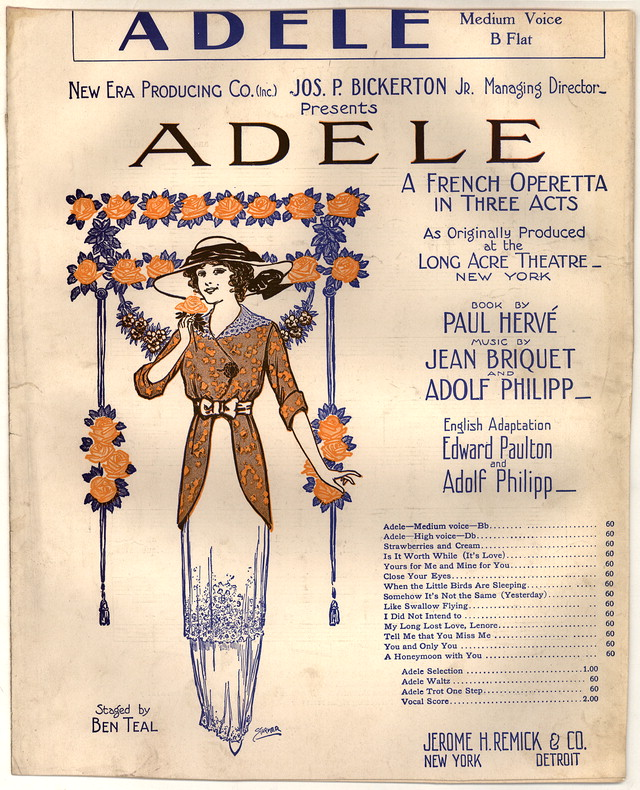
Partituras de Adele.